# Najslabija karika
Najslabija karika televizijski je kviz koji je prvi put prikazan u Ujedinjenom Kraljevstvu na programu BBC 2 14. kolovoza 2000. Od tada su prava prikazivanja otkupile mnoge svjetske televizijske kuće. U Hrvatskoj je prikazivanje kviza počelo u travnju 2004. kao polusezona, a nove sezone počinju krajem rujna i traju do lipnja. U Hrvatskoj je 17. svibnja 2010. kviz dosegnuo 1000. epizodu, i to je, uz englesku, jedina inačica koja je dosegla toliki broj epizoda. Prikazivanje kviza u Hrvatskoj završeno je 31. svibnja 2010. emitiranjem 1008. epizode. 

## Pravila kviza
U igri sudjeluje ekipa od osmero natjecatelja koji se međusobno ne poznaju. No, da bi imali šanse osvojiti nagradu moraju raditi kao ekipa, ali samo jedan osvaja novčanu nagradu do 90 000 kuna. Iz kruga u krug, igrači se međusobno nominiraju i natjecatelj koji dobije najviše glasova svojih suigrača napušta igru kao najslabija karika. U finale kviza idu dvije osobe koje zadnje ostanu u igri. U finalu se svakom natjecatelju postavlja do pet pitanja, a pobjednik je onaj koji ima više točnih odgovora.

### Prikupljanje novca
Cilj je u svakom krugu, u zadanom vremenu, odgovoriti točno na pitanje i osvojiti maksimalni iznos od 10 000 kn. Najbrži put za to je napraviti niz od osam točnih odgovora. U slučaju da natjecatelj odgovori netočno, niz se prekida i gubi se sav novac osvojen u tom nizu. Ali, ako natjecatelj koji je na redu za odgovaranje kaže "banka" prije nego mu je postavljeno pitanje, bankira se sav novac osvojen u tom nizu i počinje se graditi novi novčani niz. Dakle, u sljedeći krug se prenosi samo bankirani novac. 
U zadnjem, sedmomu krugu, u kojem igraju samo dvoje natjecatelja, finalista, sav bankirani iznos se utrostručuje i dodaje prethodno osvojenom iznosu.
Najveći osvojeni iznos u kvizu iznosi 63 800 kn (4. ožujka 2008.), a najmanji iznos koji je osvojen jest samo 3800 kuna (2. travnja 2009.).

### Statistika igre
U svakom krugu računalno se bilježe odgovori natjecatelja i tako se radi statistika tko je najjača, a tko najslabija karika. Statistički najjača karika je natjecatelj koji je imao najviše točnih odgovora i koji je najviše bankirao u tomu krugu. Statistički najslabija karika je natjecatelj koji je imao najmanje točnih odgovora i koji je najmanje bankirao.
U slučaju da se ni tako ne može utvrditi tko je najjači ili najslabiji u tom krugu, gleda se minuli rad, odnosno uspjeh u prethodnim krugovima. Natjecateljima u igri se ne govori tko je statistički najbolji ili najlošiji, već to sami moraju procijeniti.

### Odabir najslabije karike
U prvih šest krugova natjecatelji slobodnom procjenom odabiru jednog natjecatelja za kojeg smatraju da bi trebao napustiti igru te pišu njegovo ime na nominacijsku pločicu. Voditelj kviza nakon okretanja pločica ima pravo zatražiti od natjecatelja koji je izbacio najslabiju kariku pojašnjenje zbog čega je odabrao baš tu osobu.
U slučaju da više osoba ima jednak broj glasova za izbacivanje iz igre, natjecatelj koji je statistički najjača karika odlučuje tko napušta igru i ima pravo promijeniti odluku koju je napisao na nominacijsku pločicu. Natjecatelji moraju biti svjesni da u svakom krugu može biti bilo tko izbačen pa tako i osoba koja nije statistički najslabija karika. 
Razlozi izbacivanja ne moraju biti povezani sa znanjem pokazanim u kvizu već iz osobnih razloga ili pohlepom za pobjedom. 
Nakon svakog izbacivanja, natjecatelj koji je napustio igru, daje kratak intervju u kojem se osvrće na igru i daje svoje mišljenje o natjecateljima koji su ostali u igri.

## Voditelj
Voditelj kviza je najčešće žena. Voditelj odnosno voditeljica kviza mora biti odjeven u tamnu (crnu) odjeću te mora biti hladan prema natjecateljima i što više ih provocirati i ismijavati njihovo neznanje.

## Hrvatska inačica
U svakoj verziji kviza, pa tako i našoj, pravila moraju biti i jesu identična izvornomu engleskom kvizu. Voditeljica kviza u prvoj sezoni bila je Nina Violić, dok je nakon nje vođenje kviza preuzela Daniela Trbović. U ožujku 2010. kviz je zbog bolovanja voditeljice privremeno vodio Mirko Fodor.
Rekordi
- Najveći osvojeni iznos je 63 800 kn (4. III. 2008, Jelena), a najmanji osvojeni iznos je 3800 kuna (2. IV. 2009).[2]
  - Najveći muški dobitak je ?
- Najviše izgubljenih finala: (barem 5)
- Najviše ispadanja u prvom krugu: (više puta)
- Točni odgovori na sva pitanja postavljena u jednom krugu: ? puta
  - Najveći niz točnih odgovora: ?
- Max iznos osvojen u krugu (10 ili 30 tisuća): ? puta
- Mješovita finala: broj = ?, najveći iznos = ? kn
- Muška finala: broj = ?, najveći iznos = ? kn
- Ženska finala: broj = ?, najveći iznos = ? kn

## Zanimljivosti
Kviz je bio parodiran u seriji Bitange i princeze u epizodi Karika koja nedostaje. U ovoj epizodi nastupaju Daniela Trbović i Mirko Miočić te igraju sebe. Kviz su također parodirale Bijele udovice. Također je bio parodiran kao Najgluplja karika.

## Vanjske poveznice
- Službene mrežne stranice pri HRT-u  Arhivirana inačica izvorne stranice od 15. siječnja 2007. (Wayback Machine)